# Ranch sorting

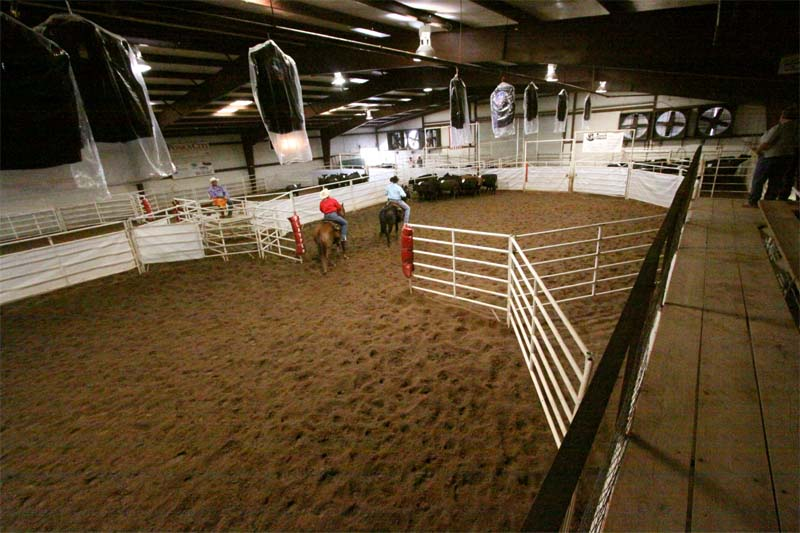
Ranch Sorting sendo praticado em Ponca City, Oklahoma

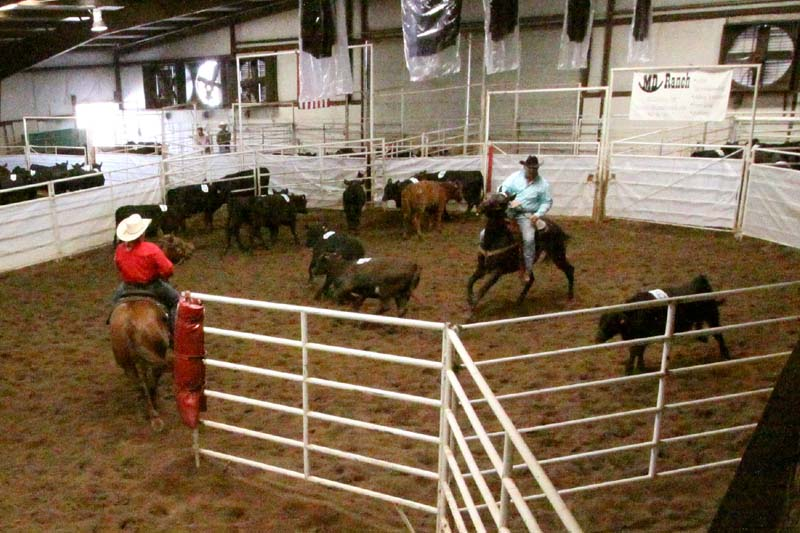
Os cavaleiros movem o gado um de cada vez de um curral para o outro

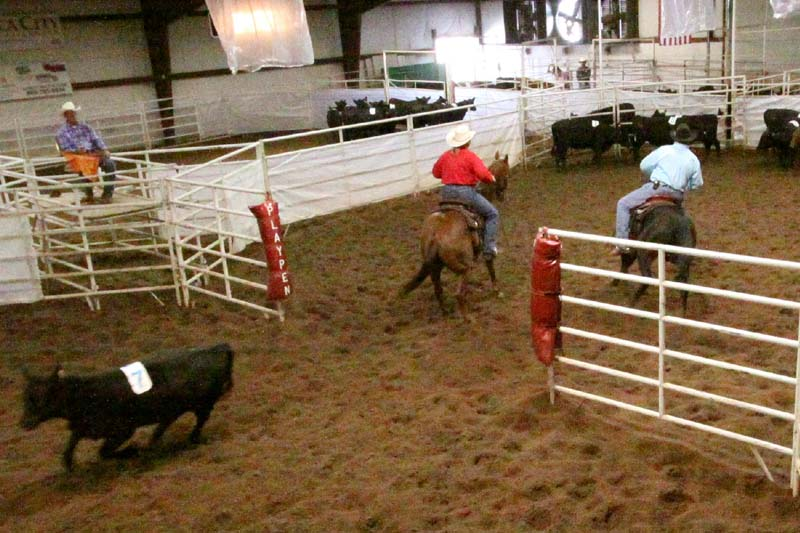
Uma vez que o bezerro corretamente numerado passa pelo portão, a equipe passa para o próximo bezerro. O tempo mais rápido para obter 10 bezerros de um curral para o outro vence.

O Ranch Sorting é um esporte equestre de estilo western que evoluiu do trabalho comum de fazenda de separar o gado em currais para marcar, medicar ou transportar. Ranch Sorting é um evento que coloca uma equipe de dois cavaleiros a cavalo contra o relógio. O trabalho em equipe é a chave com ambos os cavaleiros trabalhando em harmonia para cortar o gado correto e conduzi-lo ao curral, mantendo o gado numerado errado de volta. Existem várias variações de triagem da fazenda com um, dois ou três cavaleiros na equipe, mas todas exigem a classificação do gado de um curral para o outro na ordem correta.

## Regras
O Ranch Sorting e sua disciplina irmã, team penning, são regulamentadas pela United States Team Penning Association (USTPA), com sede em Ft. Vale, Texas. A USTPA foi fundada em 1993 em Fort Worth com o objetivo de atrair mais participantes e educá-los para os esportes de Team Penning e Ranch Sorting.
O Ranch Sorting é realizado no Brasil em dois currais de quinze a dezoito metros de diâmetro com uma abertura de 3,97 metros à 4,70 metros entre os currais. Os cantos das canetas são cortados a 45 graus. Ambas as canetas são do mesmo tamanho e a classificação pode ocorrer de uma caneta para a outra.
No início, há dez bezerros no final de um dos currais com números nas laterais para identificação. O juiz levanta a bandeira e quando os corredores cruzam o espaço entre as duas canetas o relógio começa e a competição começa. A equipe de dois cavaleiros deve mover o gado um de cada vez de um curral para o outro em ordem numérica, começando com um número aleatório chamado pelo juiz. O tempo mais rápido vence. Se um bezerro passar de um curral para o outro fora de ordem, a equipe será desclassificada.

## Níveis
Os participantes do Ranch Sorting são classificados de #1 (iniciante) a #9 (profissional) com base em seu nível de habilidade.
As classificações de #1 são Iniciantes, #2 são Novatos, #3 e #4 são para participantes de habilidade Iniciante, classificações de #5 e #6 para participantes amadores e classificações de #7, #8 e #9 são para categoria Aberta ou Profissional participantes.

## Esportes equestres relacionados
Existem vários outros esportes equestres relacionados ao Ranch Sorting. O Team Penning é uma competição semelhante, exceto que uma equipe de três cavaleiros a cavalo tem de 60 a 75 segundos para separar três bovinos de um rebanho e colocá-los em um único curral. O Open Arena Ranch Sorting também tem três cavaleiros a cavalo, mas em uma 'arena aberta' com vacas numeradas na extremidade. À medida que os pilotos cruzam uma linha branca, o locutor diz um número entre 0 e 9. A partir desse número, os cavaleiros têm 75 segundos para separar o gado, em ordem, sobre a linha branca. Corte (esporte) é um esporte em que um cavalo e um cavaleiro são julgados por sua capacidade de separar um bezerro de um rebanho de gado e impedi-lo de retornar ao rebanho por um determinado período de tempo. Na Austrália, o Campdrafting é um evento onde um cavaleiro a cavalo deve “cortar” um animal da “turba” (rebanho) de gado, e “acampar”, bloqueá-lo e virá-lo pelo menos duas ou três vezes para provar ao juiz que eles têm a fera sob controle.